# Kajakarstwo na Letnich Igrzyskach Olimpijskich 1984 – K-1 1000 m mężczyzn
Zawody kajakarskie w konkurencji K-1 mężczyzn na dystansie 1000 metrów rozegrane w ramach Igrzysk Olimpijskich 1984 w Los Angeles na jeziorze Casitas w hrastwie Ventura w okesie od 7 do 10 sierpnia. W zawodach wzięło udział 19 zawodników z 19 krajów.
Złoty medal wywalczył Nowozelandczyk Alan Thompson, osiągając w finale czas 3:45,73. Srebrny medal zdobył reprezentant Jugosławii Milan Janić, a brąz Amerykanin Greg Barton.

## Terminarz
| Data             | Runda      |
| ---------------- | ---------- |
| 7 sierpnia 1984  | Eliminacje |
| 7 sierpnia 1984  | Repasaże   |
| 9 sierpnia 1984  | Półfinały  |
| 11 sierpnia 1984 | Finał      |

## Wyniki

### Eliminacje
Trzej najlepsi zawodnicy z każdego biegu awansowali do półfinałów, pozostali awansowali do repasaży.
Bieg 1.
| Pozycja | Zawodnik           | Państwo   | Czas    | Uwagi |
| ------- | ------------------ | --------- | ------- | ----- |
| 1.      | Philippe Boccara   | Francja   | 3:53,51 | SF    |
| 2.      | Karl Sundqvist     | Szwecja   | 3:56,86 | SF    |
| 3.      | Vasile Dîba        | Rumunia   | 3:57,95 | SF    |
| 4.      | Antoon De Brauwer  | Belgia    | 3:59,21 | RE    |
| 5.      | Pedro Alegre       | Hiszpania | 3:59,95 | RE    |
| 6.      | Alan Thomson       | Kanada    | 4:03,38 | RE    |
| 7.      | Veli-Pekka Harjola | Finlandia | 4:03,40 | RE    |
| 8.      | Tsoi Ngai Won      | Hongkong  | 4:44,09 | RE    |

Bieg 2.
| Pozycja | Zawodnik        | Państwo                  | Czas    | Uwagi |
| ------- | --------------- | ------------------------ | ------- | ----- |
| 1.      | Alan Thompson   | Nowa Zelandia            | 3:53,41 | SF    |
| 2.      | Stephen Jackson | Wielka Brytania          | 3:55,12 | SF    |
| 3.      | Peter Genders   | Australia                | 3:58,35 | SF    |
| 4.      | Christoph Wolf  | RFN                      | 4:00,21 | RE    |
| 5.      | Ian Pringle     | Irlandia                 | 4:09,21 | RE    |
| 6.      | Adogon Adogon   | Wybrzeże Kości Słoniowej | 4:22,30 | RE    |

Bieg 3.
| Pozycja | Zawodnik        | Państwo           | Czas    | Uwagi |
| ------- | --------------- | ----------------- | ------- | ----- |
| 1.      | Milan Janić     | Jugosławia        | 3:51,72 | SF    |
| 2.      | Greg Barton     | Stany Zjednoczone | 3:52,08 | SF    |
| 3.      | Einar Rasmussen | Norwegia          | 3:57,78 | SF    |
| 4.      | Paolo Carraro   | Włochy            | 4:00,21 | RE    |
| 5.      | Atilio Vásquez  | Argentyna         | 4:03,86 | RE    |

### Repasaże
Czterej najlepsi zawodnicy z każdego biegu awansowali do półfinałów.
Bieg 1.
| Pozycja | Zawodnik          | Państwo  | Czas    | Uwagi |
| ------- | ----------------- | -------- | ------- | ----- |
| 1.      | Alan Thomson      | Kanada   | 3:56,64 | SF    |
| 2.      | Paolo Carraro     | Włochy   | 3:57,25 | SF    |
| 3.      | Ian Pringle       | Irlandia | 4:07,34 | SF    |
| 4.      | Antoon De Brauwer | Belgia   | 4:18,60 | SF    |
| 5.      | Tsoi Ngai Won     | Hongkong | 4:35,45 |       |

Bieg 2.
| Pozycja | Zawodnik           | Państwo                  | Czas    | Uwagi |
| ------- | ------------------ | ------------------------ | ------- | ----- |
| 1.      | Christoph Wolf     | RFN                      | 4:03,47 | SF    |
| 2.      | Atilio Vásquez     | Argentyna                | 4:04,42 | SF    |
| 3.      | Veli-Pekka Harjola | Finlandia                | 4:19,40 | SF    |
| 4.      | Pedro Alegre       | Hiszpania                | 4:19,48 | SF    |
| 5.      | Adogon Adogon      | Wybrzeże Kości Słoniowej | 4:20,11 |       |

### Półfinały
Trzej najlepsi zawodnicy z każdego biegu awansowali do finału.
Bieg 1.
| Pozycja | Zawodnik           | Państwo           | Czas    | Uwagi |
| ------- | ------------------ | ----------------- | ------- | ----- |
| 1.      | Philippe Boccara   | Francja           | 3:52,12 | F     |
| 2.      | Greg Barton        | Stany Zjednoczone | 3:54,18 | F     |
| 3.      | Peter Genders      | Australia         | 3:56,09 | F     |
| 4.      | Antoon De Brauwer  | Belgia            | 3:57,84 |       |
| 5.      | Alan Thomson       | Kanada            | 3:58,41 |       |
| 6.      | Veli-Pekka Harjola | Finlandia         | 4:02,70 |       |

Bieg 2.
| Pozycja | Zawodnik        | Państwo       | Czas    | Uwagi |
| ------- | --------------- | ------------- | ------- | ----- |
| 1.      | Alan Thompson   | Nowa Zelandia | 3:58,90 | F     |
| 2.      | Karl Sundqvist  | Szwecja       | 4:01,01 | F     |
| 3.      | Pedro Alegre    | Hiszpania     | 4:02,40 | F     |
| 4.      | Paolo Carraro   | Włochy        | 4:03,84 |       |
| 5.      | Atilio Vásquez  | Argentyna     | 4:07,15 |       |
| 6.      | Einar Rasmussen | Norwegia      | 4:09,77 |       |

Bieg 3.
| Pozycja | Zawodnik        | Państwo         | Czas    | Uwagi |
| ------- | --------------- | --------------- | ------- | ----- |
| 1.      | Stephen Jackson | Wielka Brytania | 3:56,57 | F     |
| 2.      | Milan Janić     | Jugosławia      | 3:58,43 | F     |
| 3.      | Vasile Dîba     | Rumunia         | 3:59,40 | F     |
| 4.      | Christoph Wolf  | RFN             | 4:00,33 |       |
| 5.      | Ian Pringle     | Irlandia        | 4:02,81 |       |

### Finał
| Pozycja | Zawodnik         | Państwo           | Czas    | Uwagi |
| ------- | ---------------- | ----------------- | ------- | ----- |
| 01 !    | Alan Thompson    | Nowa Zelandia     | 3:45,73 |       |
| 02 !    | Milan Janić      | Jugosławia        | 3:46,88 |       |
| 03 !    | Greg Barton      | Stany Zjednoczone | 3:47,38 |       |
| 4.      | Karl Sundqvist   | Szwecja           | 3:48,69 |       |
| 5.      | Peter Genders    | Australia         | 3:49,11 |       |
| 6.      | Philippe Boccara | Francja           | 3:49,38 |       |
| 7.      | Vasile Dîba      | Rumunia           | 3:51,61 |       |
| 8.      | Stephen Jackson  | Wielka Brytania   | 3:52,25 |       |
| 9.      | Pedro Alegre     | Hiszpania         | 3:53,20 |       |